# (523671) 2013 FZ27
(523671) 2013 FZ27 ist ein großes transneptunisches Objekt, welches bahndynamisch als Scattered Disc Object eingestuft wird. Aufgrund seiner Größe ist der Asteroid ein Zwergplanetenkandidat.

## Entdeckung
2013 FZ27 wurde am 15. Dezember 2010 im Rahmen des Pan-STARRS-Programmes am Haleakalā-Observatorium (Maui) entdeckt. Obschon die Entdeckung offiziell Pan-STARRS zugeschrieben wird, wurde sie von den amerikanischen Astronomen Scott Sheppard und Chadwick A. Trujillo vom Cerro Tololo-Observatorium (Chile) am 2. April 2014 bekanntgegeben. Der Planetoid erhielt am 25. September 2018 von der IAU die Kleinplaneten-Nummer 523671.
Der Sednoid 2012 VP113 und das SDO Chiminigagua wurden während derselben Durchmusterung wie 2013 FZ27 entdeckt und wurden ab dem 26. März 2013 Woche für Woche bekanntgegeben.
Nach seiner Entdeckung ließ sich 2013 FZ27 auf Fotos vom 20. Dezember 2001, die am Apache-Point-Observatorium im Rahmen des Sloan Digital Sky Survey gemacht wurden, zurückgehend identifizieren und damit sein Beobachtungszeitraum um neun Jahre verlängern, um so seine Umlaufbahn genauer berechnen zu können. Im Oktober 2018 lagen insgesamt 171 Beobachtungen über einen Zeitraum von 18 Jahren vor. Die bisher letzte Beobachtung wurde im März 2018 wiederum im Rahmen des Pan-STARRS-Projektes durchgeführt. (Stand 22. Februar 2019)

## Eigenschaften

### Umlaufbahn
2013 FZ27 umkreist die Sonne in 334,05 Jahren auf einer stark elliptischen Umlaufbahn zwischen 37,57 AE und 58,71 AE Abstand zu deren Zentrum. Die Bahnexzentrizität beträgt 0,220, die Bahn ist 14,06° gegenüber der Ekliptik geneigt. Derzeit ist der Planetoid 48,16 AE von der Sonne entfernt. Das Perihel durchläuft er das nächste Mal 2090, der letzte Periheldurchlauf dürfte also um das Jahr 1756 erfolgt sein.
Marc Buie (DES) stuft ihn als SDO ein, das Minor Planet Center als «Distant Object». Das Johnston’s Archive führt es als «other TNO» auf, was bedeutet, dass es mit Sicherheit kein Cubewano oder Resonantes KBO ist.

### Größe
Derzeit wird von einem Durchmesser von etwa 550 bis 600 km ausgegangen, basierend auf einem Rückstrahlvermögen von 9 % und einer absoluten Helligkeit von 4,4 bis 4,6 m; dies ist allerdings mit einigen Unsicherheiten behaftet, da aufgrund der unbekannten Albedo die Einschätzungen von 320 bis 640 km reichen. Die scheinbare Helligkeit von 2013 FZ27 beträgt 21,31 m.
Da anzunehmen ist, dass sich 2013 FZ27 aufgrund seiner Größe im hydrostatischen Gleichgewicht befindet und somit weitgehend rund sein muss, sollte er die Kriterien für eine Einstufung als Zwergplanet dennoch erfüllen. Mike Brown geht davon aus, dass es sich bei 2013 FZ27 um wahrscheinlich einen Zwergplaneten handelt.
| Jahr                                         | Abmessungen km | Quelle   |
| -------------------------------------------- | -------------- | -------- |
| 2018                                         | 584,0          | Johnston |
| 2018                                         | 561,0          | Brown    |
| Die präziseste Bestimmung ist fett markiert. |                |          |